# Bubba Smith
Charles Aaron „Bubba” Smith (ur. 28 lutego 1945 w Orange w Teksasie, zm. 3 sierpnia 2011 w Los Angeles) – amerykański futbolista oraz aktor filmowy i telewizyjny.
Ukończył Michigan State University w East Lansing, gdzie był gwiazdą szkolnej drużyny futbolu. Od 1967 był zawodnikiem NFL grając kolejno w następujących drużynach: Baltimore Colts (1967-71), Oakland Raiders (1973-74), Houston Oilers (1975–76). Pozostaje jedną z największych legend amerykańskiego futbolu. Jako aktor największą popularność zawdzięcza roli Mosesa Hightowera w komediowej serii Akademia Policyjna (w latach 1984-89 wystąpił w 6 częściach tego popularnego cyklu). Zmarł z powodu przedawkowania leków odchudzających.

## Filmografia
Role filmowe:
- Akademia Policyjna (1984) jako Moses Hightower
- Akademia Policyjna 2: Pierwsze zadanie (1985) jako Moses Hightower
- Akademia Policyjna 3: Powrót do szkoły (1986) jako Moses Hightower
- Wschód Czarnego Księżyca (1986) jako Johnson
- Akademia Policyjna 4: Patrol obywatelski (1987) jako Moses Hightower
- Akademia Policyjna 5: Misja w Miami Beach (1988) jako Moses Hightower
- Akademia Policyjna 6: Operacja Chaos (1989) jako Moses Hightower
- Gremliny 2 (1990) jako on sam
- Milczenie baranów (1994) jako Olaf
- Święty związek (1994) jako Hutterite Boy
- Twarde prawo (2000) jako detektyw Jerry Cale
- Full Clip (2006) jako Sleepy
- Rzeka krwi (2009) jako Harold

Gościnne występy w serialach TV:
- MacGyver (1985-92) jako Bailey
- Świat według Bundych (1987-97) jako „Opona Zapasowa” Dixon
- Family Matters (1989-98) jako Bones
- Akademia Policyjna (1997-98) jako Moses Hightower
- Sabrina, nastoletnia czarownica (1996−2003) jako ochroniarz